# Pyrausta aurea
Pyrausta aurea is een vlinder van de familie van de grasmotten (Crambidae). De wetenschappelijke naam van deze soort is voor het eerst voorgesteld als Pachyzancla aurea door George Francis Hampson in een publicatie uit 1913.
De spanwijdte bedraagt bij het mannetje 18 millimeter en bij het vrouwtje 20 millimeter.
De soort komt voor in het zuidwesten van de Verenigde Staten, in Mexico en Guatemala.